# Geußnitz
Geußnitz este o comună din landul Saxonia-Anhalt, Germania.